# Suleiman al-Halabi
Suleiman al-Halabi, ook wel Seleman ous Qopar, (1777-1800) was een Syrische student en de moordenaar van de Franse generaal Jean-Baptiste Kléber. Hij werd veroordeeld en levend aan een paal gespietst. 

## Jeugd
Suleiman werd in 1777 geboren in Kukan, Syrië, en was van Koerdische afkomst. Zijn vader was toentertijd koopman in boter en olijfolie en strenggelovig.
In 1797 werd hij door zijn vader naar de Universiteit van Al-Azar gestuurd. Na drie jaar studeren, keerde hij terug naar Kukan. In 1800 werd zijn vader door de Ottomanen gearresteerd wegens staatsgevaarlijke activiteiten. Al-Halabi die vreesde dat zijn vader zou worden vermoord, smeekte de Ottomanen hem vrij te laten. De Ottomaanse gouverneur beloofde dat te doen als al-Halabi de Franse legerofficier Kléber in Caïro zou vermoorden. Al-Halabi gaf toe en hij reisde naar Egypte.

## Moord
Op 14 juni 1800 vroeg al-Halabi, vermomd als bedelaar, audiëntie aan bij Jean-Baptiste Kléber. Nadat hij de Franse generaal zijn hand had geschud, pakte hij zijn dolk en stak driemaal in de borst van de generaal. De hoofdingenieur van Kléber probeerde hem te verdedigen en werd gestoken, maar raakte niet ernstig gewond.
Al-Halabi verborg zichzelf in het park waar hij door Franse soldaten werd gearresteerd. Ze martelden hem. Zijn rechterarm werd tot op het bot verbrand, terwijl hij ontkende door Sjeik al-Sharkawi te zijn gestuurd of door andere verzetsgroepen. Na de marteling werd hij aan een houten paal gespietst en kaalgevreten door de hyena's en de gieren.